# Ginger Fish
Ginger Fish (* 28. září 1966 ve Framinghamu v Massachusetts, USA), vlastním jménem Kenneth Robert Wilson, je americký bubeník působící v letech 1995-2011 v hudební Marilyn Manson. S kapelou poprvé zahrál na albu Smells Like Children a poté hrál na všech dalších albech skupiny. Po odchodu roku 2011 se přidal k sólové skupině zpěváka Roba Zombieho, kde je s ním další bývalý člen skupiny Marilyn Manson, kytarista John 5. Roku 2005 také založil se zpěvákem Davem Scottem projekt Martyr Plot, po několika měsících byl však ukončen.
Své umělecké jméno si zvolil podle zpěvačky a herečky Ginger Rogersové a podle kanibalistického masového vraha Alberta Fishe.